# Barbie: The Album
Singles
1. Dance the Night
Sortie : 25 mai 2023
2. Barbie World
Sortie : 23 juin 2023
3. Speed Drive
Sortie : 29 juin 2023
4. What Was I Made For?
Sortie : 13 juillet 2023
5. Choose Your Fighter
Sortie : 28 juillet 2023

Barbie: The Album est l'album de la bande originale du film Barbie sorti en 2023 et réalisé par Greta Gerwig. Il est produit par la maison de disques Atlantic Records et est sorti le 21 juillet 2023, le même jour que le film dans les salles nord-américaines.

## Médiatisation de l'album en amont de sa sortie
Le 25 mai 2023, le magazine musical Rolling Stone a annoncé que la bande originale de Barbie serait produite par Mark Ronson et comporterait des chansons originales d'Ava Max, Charli XCX, Dominic Fike, Fifty Fifty, Gayle, Haim, Ice Spice, Kaliii, Karol G, Khalid, The Kid Laroi, Lizzo, Nicki Minaj, PinkPantheress, Tame Impala et les stars invitées du film Dua Lipa et Ryan Gosling, mais aussi d'autres artistes surprises révélés à une date ultérieure,. Ce soir-là, la tracklist partielle de la bande originale est sortie.
Le 6 juillet 2023, Billie Eilish a été annoncée comme la première artiste surprise de la bande originale,. Le 10 juillet 2023, Sam Smith a été annoncé comme le deuxième artiste surprise de la bande originale.

## Production
Avant de signer pour le projet Barbie, le producteur Mark Ronson a reçu un texto de son ami, le superviseur musical de Barbie, George Drakoulias, qui disait simplement : « Barbie ? » Avant que les répétitions de Barbie ne puissent commencer dans les semaines qui suivaient, la réalisatrice Greta Gerwig avait besoin d'une chanson disco qui servirait de base à un passage dansé à la chorégraphie très élaborée. Elle a envoyé à Ronson une liste de titres illustratifs de ce qu'elle avait en tête pour la bande originale, dont des chansons d'Andrea True Connection et Xanadu. Ronson et son collègue Andrew Wyatt ont créé une chanson d'accompagnement que Greta Gerwig a aimé et utilisé pour les répétitions de danse du film. Cette chanson deviendra plus tard Dance the Night de Dua Lipa,,.
Dans l'année, Ronson a été chargé d'organiser une bande sonore qui correspondait à la vision de Barbie de Gerwig. Gerwig et Ronson avaient établi une liste des artistes qu'ils voulaient sur la bande originale, et comme le film était alors en cours de montage en post-production, ils montreraient des scènes du film à ces artistes. Ronson a déclaré : « Tout le monde regardait la scène et revenait une ou deux semaines plus tard, et allait exactement au cœur de tout ce que nous essayions de faire ».
En avril 2022, le manager d'Aqua, Ulrich Møller-Jørgensen, a déclaré que le hit du groupe de 1997 Barbie Girl ne serait pas inclus dans la bande originale du film. Cependant, l'actrice Margot Robbie, qui joue Barbie, aurait supplié Gerwig d'inclure la chanson dans le film. Cette dernière a assuré à Robbie qu'elle trouverait un moyen d'incorporer la chanson de « manière cool ». Nicki Minaj et Ice Spice ont ensuite été choisies pour interpréter un remix de la chanson, intitulée Barbie World. Aqua est crédité à la fois comme co-auteur et interprète sur la piste,.

## Sortie de l'album
Barbie: The Album est sorti le 21 juillet 2023. En plus de plusieurs variantes de disques vinyles et de cassettes proposées sur le site officiel de la bande originale, l'album est également sorti dans des couleurs et des designs exclusifs pour Target, Walmart, Barnes & Noble, Amazon, Hot Topic et Urban Outfitters. Avant la sortie de la bande originale, des soirées d'écoute ont eu lieu dans certains disquaires aux États-Unis, en Amérique latine et en Europe le 18 juillet 2023.

### Singles
Le 22 mai 2023, Dua Lipa a annoncé que son single Dance the Night sortirait à minuit le vendredi 26 mai (BST). Son clip a également été posté ce jour-là et comprenait un caméo de Gerwig. Ronson a partagé une capture d'écran d'un message direct qu'il a envoyé à Lipa sur Instagram en 2022, lui demandant de co-écrire et d'interpréter une chanson sur la bande originale d'un « énorme numéro de danse de 60 personnes », qui deviendra plus tard Dance the Night. Le 10 juin, Dance the Night a fait ses débuts au numéro 43 du Billboard Hot 100. Et il a culminé à la place 25 du Billboard Hot 100 le 29 juillet.
Une semaine plus tard, le 2 juin, Karol G sort son single Watati. Le magazine Rolling Stone a rapporté que Karol G avait visité le studio de Ronson pour regarder des scènes du film le 15 avril 2023, le jour même où elle s'est produite sur Saturday Night Live. Le clip vidéo d'accompagnement du single est sorti le 15 juin.
PinkPantheress a sorti le premier single promotionnel de la bande originale, intitulé Angel, le 9 juin,.
Le 10 juin, Nicki Minaj et Ice Spice ont annoncé que leur single Barbie World sortirait le 23 juin. Le clip vidéo, qui présente des poupées Barbie ressemblant à Minaj et Ice Spice, a également été publié le 23 juin,. Barbie World a fait ses débuts au septième rang du Billboard Hot 100 le 8 juillet.
Charli XCX a sorti le deuxième single promotionnel de la bande originale Speed Drive le 30 juin,.
Le 6 juillet, Fifty Fifty a sorti le troisième et dernier single promotionnel Barbie Dreams avec Kaliii.
Billie Eilish s'est révélée être la première artiste surprise de la bande originale, le 6 juillet. Ce jour-là, elle a annoncé que sa chanson What Was I Made For? et le clip vidéo qui l'accompagne sortiraient le 13 juillet. Eilish a annoncé le single et la vidéo dans un tweet du 12 juillet.

### ÉditionBest Weekend Ever
Le même jour que la sortie de la bande originale, une reprise de Closer to Fine d'Indigo Girls interprétée par Brandi Carlile et sa femme Catherine Carlile et une reprise de Push de Matchbox Twenty interprétée par Ryan Gosling sont sorties dans le cadre de l'édition deluxe de la bande originale, intitulée Best Weekend Ever Edition,.

## Réception
Barbie: The Album a reçu une note de 65 sur 100 sur l'agrégateur de critiques Metacritic sur la base de neuf critiques, indiquant un accueil « généralement favorable ». De nombreux critiques ont cité la diversité sonore de l'album. Jim Pollock d' AP News l'a qualifié de « l'étalement éclectique d'une bande-son qui peut être appréciée du début à la fin ». Il a également noté : « La bande sonore fonctionne parce que les contributeurs ont compris la mission. Ensemble, ils livrent une bande-originale composée de chansons qui sont chacune un peu meilleures qu'elles ne devraient l'être. Les morceaux sont à la fois de bons éléments cinématographiques et de bonnes chansons autonomes. Le résultat est dansant et digne de la bande-son classique de La fièvre du samedi soir, issue d'une génération précédente de bandes originales. » Au contraire, certains critiques ont estimé que l'album manquait de cohérence. Adam White, journaliste pour The Independent, a qualifié la bande originale d'« erratique ».
Certains critiques ont souligné qu'il s'agit d'une opération plus commerciale qu'artistique. Shaad D'Souza de The Guardian a trouvé dans le projet une « union de l'art et de la publicité », écrivant qu'il « indique clairement qu'il y a des records de ventes à battre, des objectifs à atteindre et, bien sûr, des poupées à vendre » estimant que « quelqu'un comme AG Cook, responsable de PC Music et collaborateur de Beyoncé, aurait pu faire pour l'album ce que Gerwig a soi-disant fait pour son film, apportant un pathos autoréférentiel et existentialiste à l'art grand public ». D'Souza souligne également qu'il s'agit d'une « très bonne promo pour de nombreuses vedettes pop signées chez Warner Music Group (Dua Lipa, Lizzo, Charli XCX), ainsi que certaines des vedettes (Gayle, Ava Max) ».
Les critiques négatives ont également estimé que l'album contenait plusieurs maillons faibles. En dehors de « quelques chansons sympathiques » comme Angel de PinkPantheress et Dance the Night de Dua Lipa et de quelques « plus profondes que le reste des pistes de Barbie » comme Speed Drive de Charli XCX, Cat Zhang de Pitchfork a déclaré que « ces produits jetables devraient en grande partie être laissé sur l'étagère ». Tomás Mier, dans Rolling Stone, a déclaré que Silver Platter de Khalid et Forever & Again de The Kid Laroi « ne se sentaient pas à leur place sur le disque et [n'ont pas] amélioré la partie Kendom du LP ». Madeline Roth de The Daily Beast a écrit : « Ce n'est pas aussi excellent ou aussi raffiné qu'il aurait pu l'être, grâce à quelques invités, mais il y a beaucoup à apprécier pendant que l'été de Barbie fait rage ». Alex Rigotti de NME a écrit : « La bande originale a des hauts merveilleux et des bas misérables - mais encore une fois, tout n'est pas rose à Barbie Land ».
En critiquant le film pour The A.V. Club, Courtney Howard a écrit : « Le paysage sonore pop de Mark Ronson et Andrew Wyatt renforce l'atmosphère synthétique de Barbie Land, mais ils enfilent parfaitement l'aiguille dans le monde réel, mélangeant les thèmes musicaux de la ballade de Billie Eilish What Was I Made For ? pour accentuer les moments palpablement émouvants ».

## Distinctions

### Nominations
- Golden Globes 2024 :
  - Meilleure chanson originale pour
    - Dance the Night (Mark Ronson, Andrew Wyatt, Dua Lipa, Caroline Ailin)
    - I'm Just Ken (Mark Ronson, Andrew Wyatt)
    - What Was I Made For ? (Billie Eilish O'Connell, Finneas O'Connell)